# Bert Hassell
Pour les articles homonymes, voir Hassell.
Bert Raymond John Hassell, né le 4 octobre 1893 à Marinette (Wisconsin) et mort le 12 septembre 1974 à Rockford (Illinois), est un aviateur américain. 
Il relie en 1928 avec Parker Cramer le Canada à l'Europe avec une escale forcée dans l'ouest du Groenland. 

## Biographie
Il étudie à l'Université Rutgers et envisage une carrière ecclésiastique mais change d'avis et quitte l'école. Il entre alors dans la Cole Motor Car Company (en). Il y rencontre Glenn Curtiss, un constructeur d'avions et concurrent des frères Wright. Curtiss le convainc de prendre des cours de pilotage et de commencer une carrière dans l'aviation. Hassell s'installe à Hammondsport où Curtiss lui apprend à voler. Le 15 juin 1914, il reçoit sa licence de pilote après un vol en solo.
À New York, il organise des expositions, réalise des cascades et vend des manèges. Il déménage ensuite dans le Michigan, où il est le premier à livrer des quotidiens par voie aérienne. C'est dans le Michigan qu'il a également acquis son surnom de « poisson », après avoir écrasé un avion dans le lac Michigan. Un homme à terre a vu l'épave et a rapidement ramé pour le secourir. Hassell, cependant, était trop épuisé pour monter dans le bateau et il a donc été remorqué jusqu'au rivage. Lorsqu'un groupe de spectateurs lui a demandé son nom, quelqu'un a répondu que pour rester aussi longtemps dans l'eau, il devait être un poisson. Le surnom lui est resté.
Hassell devient instructeur en chef de la Curtiss Aviation School juste avant la Première Guerre mondiale. Lorsque les États-Unis entrent en guerre, il est nommé sous-lieutenant dans le corps des transmissions de l'armée. Peu de temps après, il est transféré sur le terrain de McCook et devient pilote d'essai pour les avions Curtiss en plus de son travail d'instructeur. Une fois sorti de l'armée, il utilise ses compétences en aviation pour travailler pour la poste tout en continuant à effectuer des vols acrobatiques.
En 1928, il entreprend de tester son idée de suivre la route du Grand Cercle, commençant dans le nord du Midwest et se terminant soit en Angleterre, soit dans la péninsule scandinave. Avec son copilote Parker Cramer, ils décident finalement de tester cette route en volant de Rockford, dans l'Illinois, vers la Suède, avec une escale pour faire le plein à l'aéroport de Sondre Stromfjord au Groenland. L'ami de Hassell, Edward Stinson (en), lui construit un avion capable de transporter 700 gallons de carburant pour effectuer le vol. Elmer Etes, un autre aviateur, est choisi pour être le mécanicien. Bien que le vol initial ait échoué peu de temps après le décollage, le Greater Rockford est resté en vol pendant plus de 24 heures lors de la deuxième tentative de Hassell et Cramer.
Des vents violents ont fait dévier le Greater Rockford de sa trajectoire au-dessus du Groenland et Hassell est contraint d'atterrir sur la calotte glaciaire lorsque l'avion tombe à court de carburant. Indemnes, ils marchent pendant deux semaines sur la glace pour rejoindre leur camp. Une équipe de pêcheurs inuits les trouve au moment où le camp, croyant les pilotes perdus, était sur le point de partir. Hassell et Cramer reçoivent un accueil enthousiaste à leur retour aux États-Unis.
En 1941, Hassell retourne dans l'armée et est chargé des bases sur la route du Grand Cercle. il sert en tant que membre du groupe de soutien américain en Angleterre. Bien qu'il ait été contraint de prendre sa retraite en 1954, il a immédiatement commencé à travailler sur le système d'alerte à distance, qui est devenu le meilleur système de sécurité des États-Unis tout au long des années 1950.
En 1967, il reçoit la visite de l'artiste aéronautique Robert Carlin, curieux de savoir où se trouvait le Greater Rockford. Apprenant que l'avion était toujours en bon état, Carlin entreprend de le récupérer sur la calotte glaciaire et de le ramener à Rockford. Avec l'aide de Greenlandair, de l'Aircraft Leasing Corporation et du roi Frederik IX du Danemark, l'avion est ramené par avion à l'aéroport de Machesney à Rockford le 17 juin 1969.
Le Greater Rockford est exposé dans le centre commercial Colonial Village à Rockford avant d'être stocké dans un hangar à l'aéroport de Machesney. Il a fallu plus d'une décennie pour restaurer l'avion avant d'être exposé en permanence en 1988 au Midway Village Museum de Rockford. La fille de Hassell, Mary Hassell Lyons, a joué un rôle majeur en assurant la restauration et l'exposition permanente du Greater Rockford, ainsi que la publication de l'autobiographie de son père, Fish Hassell, a Viking with Wings: An Autobiography (Fish Hassell, un Viking avec des ailes), publiée en 1987.
Il est inhumé au Scandinavian Cemetery  de Rockford.